# Brigade de bersagliers « Garibaldi »
La brigade de bersagliers « Garibaldi » est une unité militaire de l'Armée de terre italienne fondée en 1975 et employée tant en missions internes que dans des opérations de paix et de sécurité multinationales sous l'égide de l'OTAN et de l'ONU.

## Historique et organisation

Organigramme

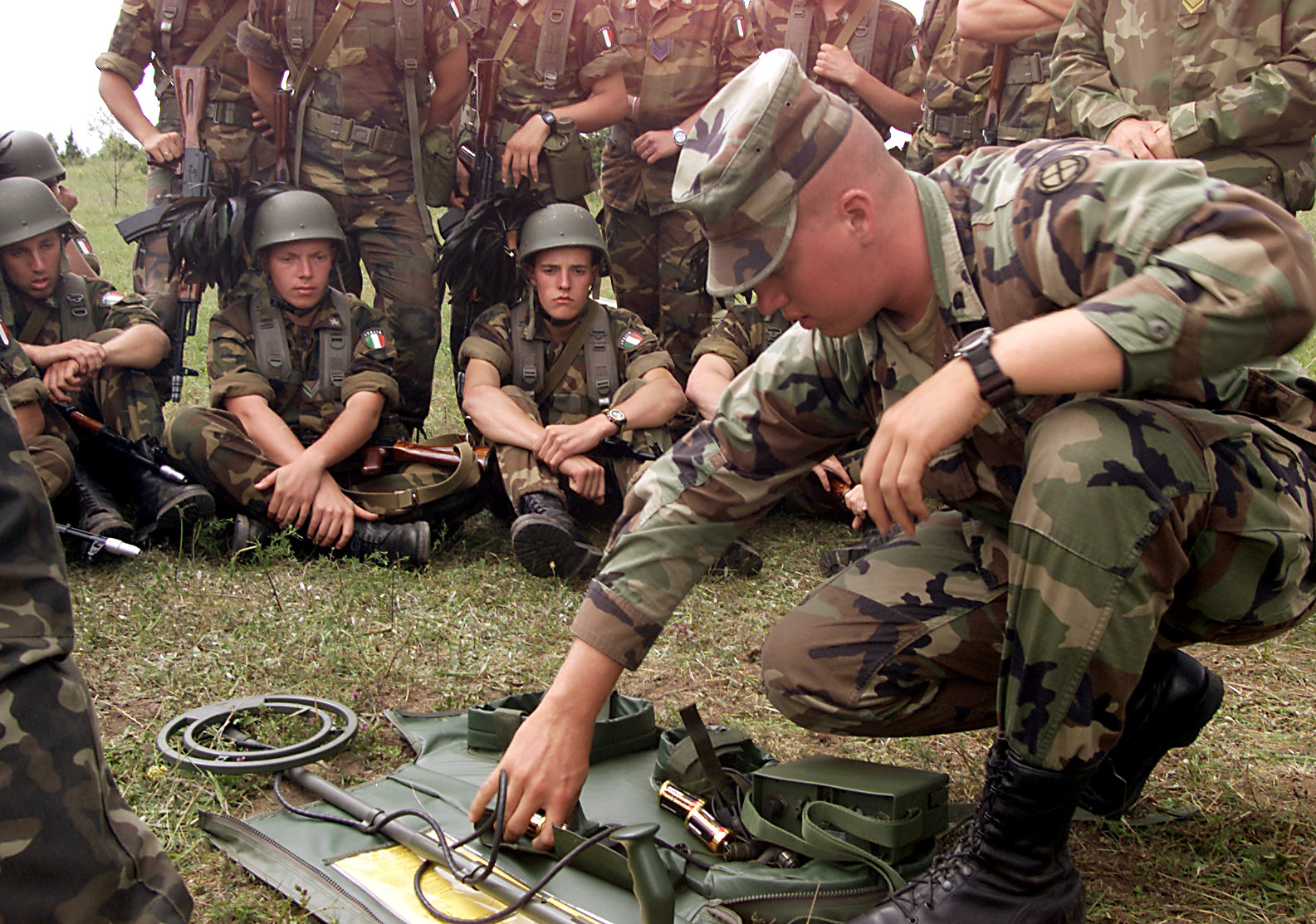
Bersagliers en Ukraine lors d'un exercice multinational

La brigade est constituée en 1975 à Pordenone en tant qu'unité d'infanterie mécanisée sous le nom de 8e brigade mécanisée « Garibaldi » et intégrée dans la 132e division blindée « Ariete » du Ve corps d'armée (it) de Vittorio Veneto. Au moment de sa constitution, sa configuration était la suivante :
- Division commandement et transmissions « Garibaldi » établi à Pordenone
- 3e bataillon de bersagliers « Cernaia » (Pordenone)
- 11e bataillon de bersagliers « Caprera » (Orcenico Superiore (it) PN)
- 26e bataillon de bersagliers « Castelfidardo » (Maniago PN)
- 7e bataillon de chars « M.O. Di Dio » (Vivaro PN)
- Compagnie de bersagliers anti-chars « Garibaldi » (Vivaro PN)
- 19e groupe d'artillerie automotrice de campagne « Rialto » (Sequals PN)
- Compagnie de pionniers du génie « Garibaldi » (Orcenico Superiore PN)
- Bataillon logistique « Garibaldi » (Pordenone)
- 120e bataillon d'infanterie d'arrêt « Fornovo » (Ipplis UD)

En 1991 la brigade est transférée en Campanie, prenant le nom de 8e brigade de bersagliers « Garibaldi » puis, en 1994, celui de brigade de bersagliers « Garibaldi ».
En 1997 elle fait partie du commando des forces opératives de projection (it) constitué lors de la réorganisation de l'Armée de terre italienne, dans le cadre de l'application du Nuovo Modello di Difesa (nouveau modèle de défense) à la reconfiguration du IIIe corps d'armée (it). Son organisation est alors la suivante :
- Division commandement et moyens tactiques « Garibaldi » (Caserte)
- 8e régiment de bersagliers (Caserte)
  - 3e bataillon de bersagliers « Cernaia » (Caserte)
- 18e régiment de bersagliers (Cosenza)
  - 67e bataillon de bersagliers « Fagarè » (Cosenza)
- 131e régiment de chars (it) (Persano SA)
  - 31e bataillon de chars « M.O. Andreani » (Persano SA)
- 19e régiment « Cavalleggeri Guide » (Salerne)
  - 1er groupe d'escadrons d'exploration (Salerne)
- 11e régiment d'artillerie automotrice de campagne « Teramo » (it) (Persano SA)
  - 11e groupe d'artillerie automotrice de campagne « Teramo » (Persano SA)
- Division santé et bataillon logistique « Garibaldi » (Caserte)

Les différentes divisions de la brigade de bersagliers « Garibaldi » sont réparties entre la Campanie et la Calabre. Elle dépend actuellement du 2e commando des forces de défense (it) basé à San Giorgio a Cremano (NA). Le siège du commandement de la brigade se trouve à Caserte. Avec la réforme de l'instrument militaire national de 2013, le 131e régiment de chars est supprimé et le 4e régiment de chars, précédemment attaché à la brigade blindée « Ariete » (it) est transféré de Bellinzago Novarese à Persano. Lui est également rattaché le 10e régiment Logistique de manœuvre, issu du commando logistique de projection supprimé, renommé par la suite Régiment Logistique « Garibaldi ». Elle est depuis le 9 octobre 2020 commandée par le général de brigade Massimiliano Quarto.

## Opérations en Italie
La brigade est intervenue dans les opérations de secours après les séisme de 1976 dans le Frioul et de 1980 en Irpinia (Campanie). Pour la première intervention, la brigade a reçu la Médaille d'argent de la valeur civile et la commune d'Osoppo lui a conféré la citoyenneté d'honneur. Les différentes divisions de la Brigade ont opéré plusieurs fois en Sicile, pour l'Opération Vêpres siciliennes et dans le cadre de nombreuses autres opérations sur le territoire national, en renfort des forces de sécurité, finalisées sous le contrôle territorial contre la criminalité telles que les opérations Riace (it) (Calabre), Partenope (Naples), Domino (Campanie, 2001-2002) et, en cours également en Campanie depuis 2008, Strade Pulite (it) et Strade Sicure (it).

## Opérations à l'extérieur
À l'extérieur, la brigade a participé aux plus importantes missions internationales de paix et de secours humanitaire parmi lesquelles celles des Balkans où la brigade a opéré a plusieurs reprises entre 1995 et 2001, mais également celles des premiers contingents italiens en Bosnie (IFOR, 1995), en Macédoine et au Kosovo (EXTRACTION FORCE E KFOR, 1998-1999). La brigade « Garibaldi » a constitué le premier contingent à être envoyé dans le sud de l'Irak (province de Dhi Qar) dans le cadre de l'Opération antique Babylone (it) (juillet-octobre 2003)[réf. nécessaire]. Elle y est retournée une deuxième fois entre 2004 et 2005 (décembre-avril) et une troisième et dernière fois en 2006 (mai-décembre) refermant de fait le théâtre des opérations irakiennes après avoir contribué à construire et maintenir un climat de sécurité, à rétablir les services essentiels et à élever les capacités des autorités et des forces de sécurité locales à exercer et gérer la sécurité permettant le transfert des responsabilités aux institutions gouvernementales et provinciales (2e province de l'Irak à effectuer une telle passation). En 2008 (mai-novembre), la brigade « Garibaldi » a opéré au Liban méridional (Opération Leonte (it)), assumant la responsabilité du Secteur Ouest de la FINUL dans le cadre de la mission de maintien de la paix conduite par les Nations unies. Entre 2009 et 2010, différents régiments de la Garibaldi (1° bersaglieri et 131° carri) ont opéré en Afghanistan.

## Enseigne
Fond cramoisi avec un bord jaune d'or ; au centre, le cor des volontaires garibaldiens et le sabre des guides.